# Gnathocera vestita
Gnathocera vestita är en skalbaggsart som beskrevs av Hermann Julius Kolbe 1901. Gnathocera vestita ingår i släktet Gnathocera och familjen Cetoniidae. Inga underarter finns listade i Catalogue of Life.